# ولاية إبراء
ولاية إبراء هي إحدى ولايات محافظة شمال الشرقية في سلطنة عمان، يحدها من الشمال والشرق ولاية المضيبي ومن الجنوب ولاية القابل ومن الشرق ولاية دماء والطائيين. تبعد عن مسقط حوإلى 180 كم، وتعتبر المركز الإداري في محافظة شمال الشرقية. يبلغ عدد سكانها 29000 نسمة.[بحاجة لمصدر]
تعتبر ولاية إبراء هي الولاية والمدينة في نفس الوقت وذلك لازدهارها وتطورها العمراني. تضم الولاية مجموعة من المناطق والقرى أهمها: العلاية التي يسكنها حلف المساكرة الذي يضم مجموعة من القبائل والسفالة التي يقطنها حلف الحرث الذي يضم مجموعة من القبائل أيضًا.
تعد ولاية إبراء المرجع الأساسي لولايات شمال الشرقية حيث تضم جميع المديريات الإدارية المختلفة التي يرجع إليها سكان ولايات منطقة شمال الشرقية الأخرى كالأحوال المدنية، القوى العاملة، مجمع المحاكم، المديرية العامة للتربية والتعليم، مديرية الصحة، المديرية العامة للزراعة، مديرية الإسكان، المستشفى إبراء، المجمع الصحي، والكلية التقنية بإبراء وجامعة الشرقية. وتتوزع هذه المديريات على الثابتي واللماع والسفالة والعلاية.

## المعالم السياحية والأثرية
تضم ولاية إبراء عدداً من المعالم الأثرية والمنتشرة في مختلف أنحائها، وتتنوع المعالم السياحية فيها ما بين العيون والأفلاج والكهوف والقلاع والحصون والأبراج والمساجد. من أهم العيون في الولاية: أبوصالح، الضيان، شبيهات، وجميعها تصلح مياهها للشرب، أما عين المليح فتكتسب شهرتها من طبيعة مياهها المفيدة في علاج الأمراض الجلدية. ومن أهم الأفلاج الجارية: العفريت، المسموم، الثابتي، اللماع، النصيب، أبو مخزين. ورغم وجود 64 فلجاً في الولاية إلا أن ما تبقى منها حالياً هو 34 فقط.

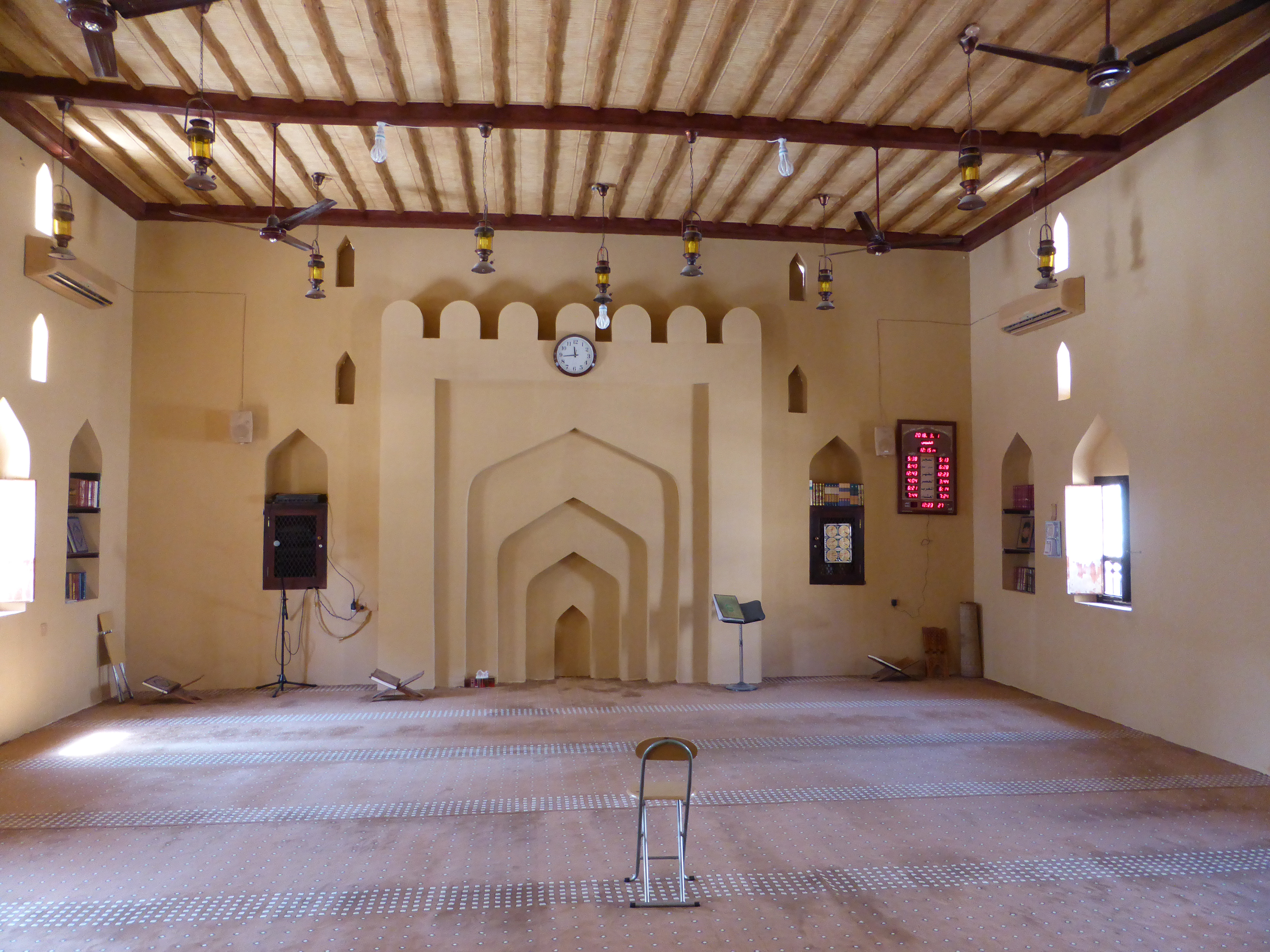
صورة من الداخل لأحد المساجد الأثرية في الولاية.

من أهم القلاع قلعة الظاهر في منطقة اليحمدي، التي رممتها وزارة التراث القومي والثقافة، وقلعة أولاد جمعة وقلعة السور، وهناك خمسة حصون هي: الشباك (البيت الكبير) الذي بناه الشيخ أحمد بن ربيعة الإسماعيلي في عهد الإمام سلطان بن سيف الثاني اليعربي، وحصن فريفر، والدغشة، واليحمدي أو حصن الحوش (في قرية اليحمدي)، وبيت القاسمي. وعدد من الأبراج كالقطبي، الناصري، القلعة، المنصور، النطالة، القرين، صنعاء، الصفح، برج القرون. كما تضم موقعاً متميزاً هو سيح اليحمدي، وهو المكان الذي يلتقي فيه السلطان بشيوخ وأعيان ووجهاء المنطقة الشرقية.
من أهم المساجد الأثرية في ولاية إبراء مسجد «العقبة» والمبني على سفح جبل الناصري، حيث يتجه محرابة إلى قبلة بيت المقدس، وقد أتخذت منه الولاية شعاراً لها، بالإضافة إلى مسجد الإمام عزان بن تميم، ومسجد الخروس الذي بناه الشيخ علي بن عامر بن سيف المسكري والمسجد الجامع بالقناطر. من أبرز الكهوف الموجودة بالولاية كهف جرف رجيب وكهف الخيبان.

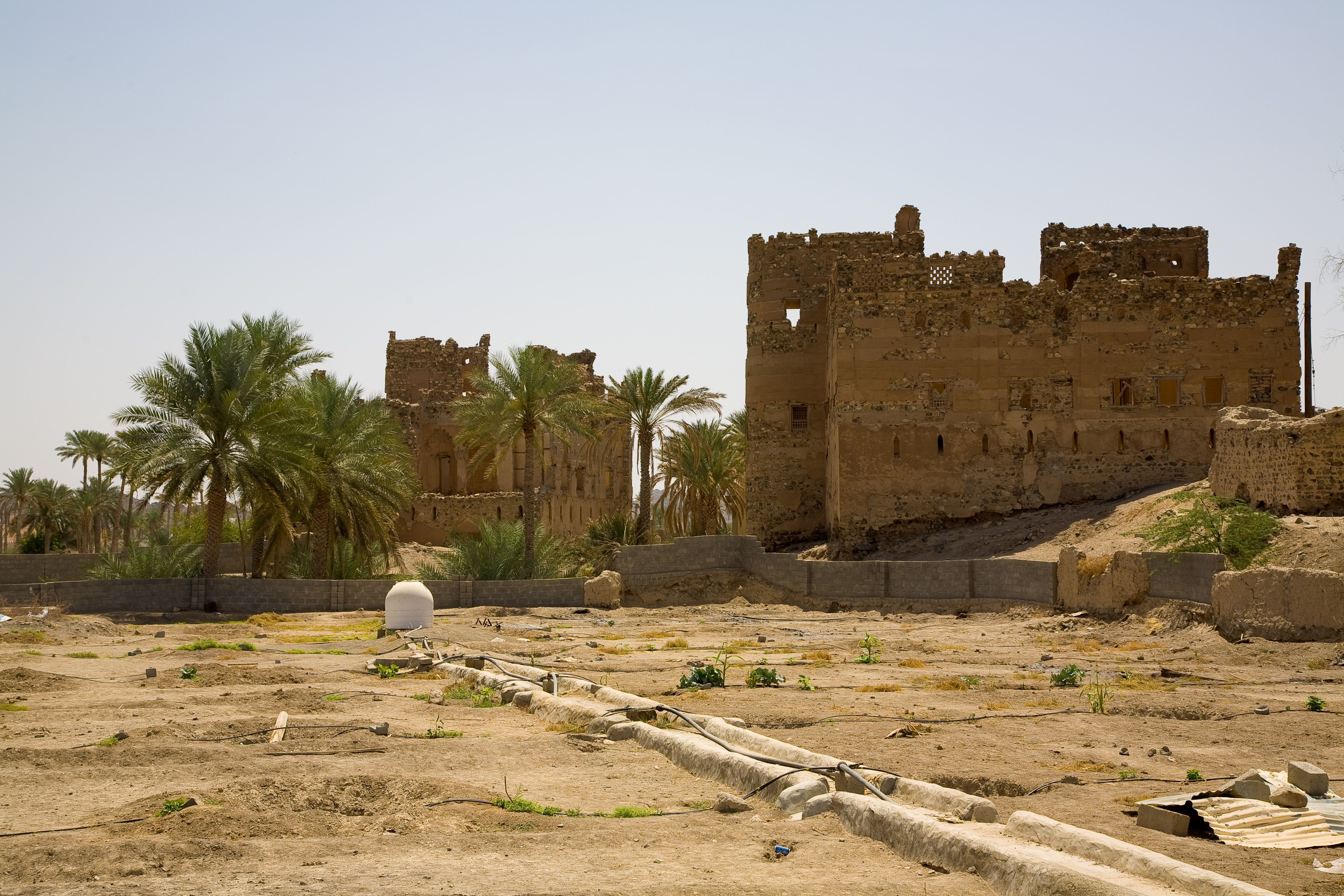
مبنى قديم في إبراء

بالإضافة إلى ذلك هناك مواقع أخرى متميزة والتي يمكن اعتبارها ضمن المعالم السياحية للولاية مثل فج مجازة في منطقة الحائمة، والهدمة في منطقة اليحمدي، وقصيبة في جنوب قفيفة، وسيح الحسنات في ولاية صور، وسيح العلا في ولاية جعلان بني بو علي. وتعد منطقة المنزفة بحصونها وبروجها وأبنيتها القديمة المبنية بالجص والأسمنت العماني قديماً والتي تحتوي على بعض النقوش والزخارف أحد أبرز المعالم الأثرية في الولاية.
يوجد بالولاية أيضا أسواق قديمة مندثرة منها: سوق الإمام عزان بن قيس وسوق حارة القناطر وسوق اليحمدي، وتشتهر أيضا بسوق الأربعاء (الخاصة بالنساء).

## الجغرافيا والمناخ

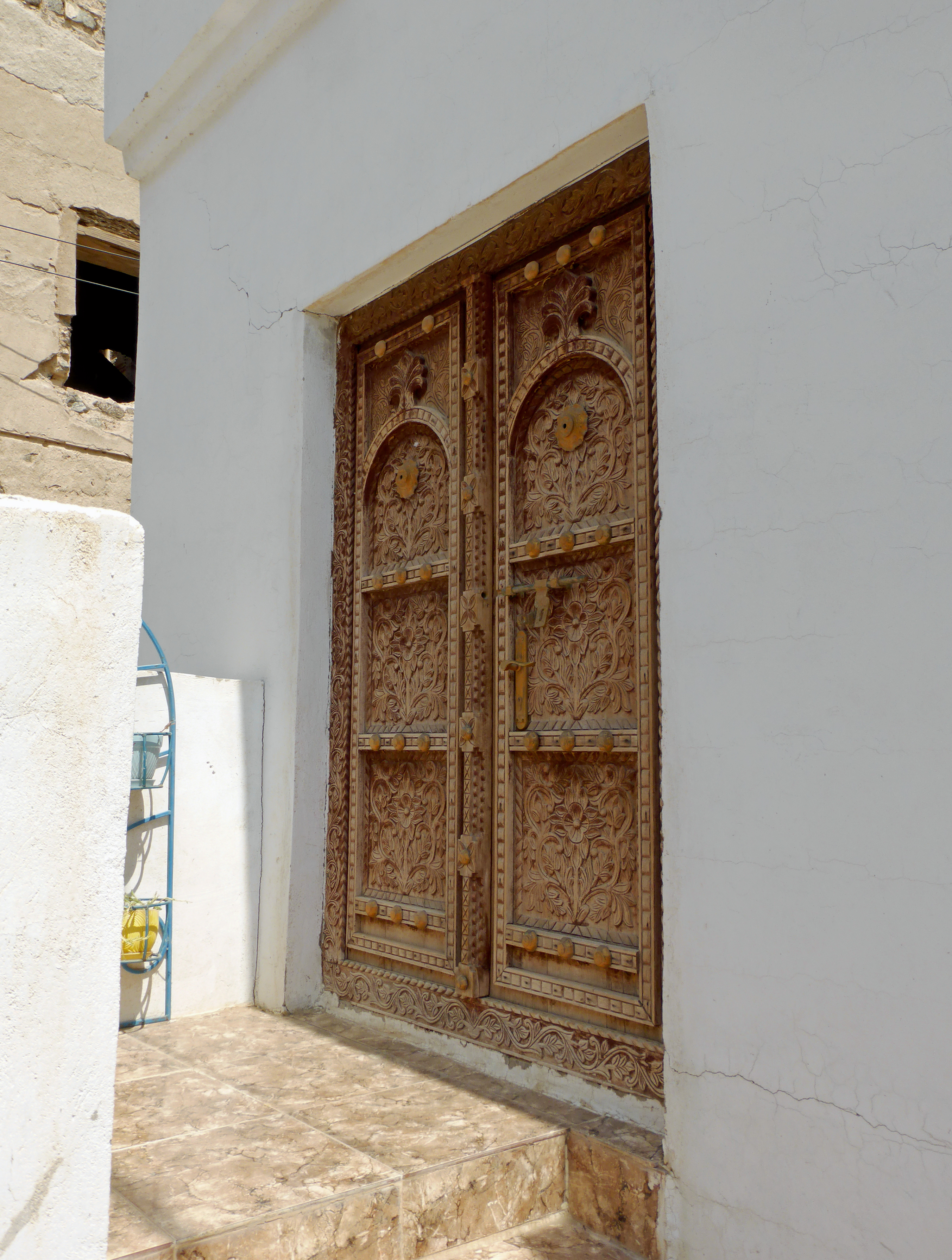
باب قديم، إبراء، عمان

تغطي أرض الولاية صخور الأفيوليت والصخور الرسوبية التي تحتوي على معادن متنوعة، تتميز الولاية بتنوع معالمها الطبيعية بين الصحراء والجبال والكثبان الرملية والأودية والعيون المائية، من أشهر الجبال فيها هو جبل الناصري، ومن الأودية وادي البطحاء ووادي نام (الذي يحتوي على تربة اللاتيريت بكميات كبيرة) ووادي إبراء الذي تجتمع فيه عدد من الأودية كوادي قفيفة ووادي المزروع ووادي المليح ووادي وريد.
كما تنتشر في الولاية نباتات جبلية وبرية كثيرة، كالسدر والسمر والغاف والقرط والسوقم والعرش والجعدة والشكاعة والظفرة والصقل، وتشتهر بأصناف معينة من النخيل مثل نخلة رأس الضيضو، ومن الحيوانات البرية المنتشرة في الولاية الأرانب والغزلان، ومن الطيور القطا.

تتمتع إبراء بمناخ صحراوي حار (تصنيف كوبن للمناخ): BWh). وتحيط الجبال بها من كل جانب. من نوفمبر إلى مارس يكون المناخ باردًا نسبيًا وقد تنخفض درجات الحرارة إلى 10 درجات مئوية (50 درجة فهرنهايت) في ديسمبر. في الصيف يكون المناخ حارًا وجافًا وقد تصل درجات الحرارة إلى 50 درجة مئوية (122 درجة فهرنهايت) في يوليو. هطول الأمطار منخفض جدًا ويحدث غالبًا في فصل الشتاء عندما تتسبب كتل الهواء ذات الضغط المنخفض في سقوط الأمطار.
| البيانات المناخية لـإبراء                                                      | البيانات المناخية لـإبراء | البيانات المناخية لـإبراء | البيانات المناخية لـإبراء | البيانات المناخية لـإبراء | البيانات المناخية لـإبراء | البيانات المناخية لـإبراء | البيانات المناخية لـإبراء | البيانات المناخية لـإبراء | البيانات المناخية لـإبراء | البيانات المناخية لـإبراء | البيانات المناخية لـإبراء | البيانات المناخية لـإبراء | البيانات المناخية لـإبراء |
| الشهر                                                                          | يناير                     | فبراير                    | مارس                      | أبريل                     | مايو                      | يونيو                     | يوليو                     | أغسطس                     | سبتمبر                    | أكتوبر                    | نوفمبر                    | ديسمبر                    | المعدل السنوي             |
| ------------------------------------------------------------------------------ | ------------------------- | ------------------------- | ------------------------- | ------------------------- | ------------------------- | ------------------------- | ------------------------- | ------------------------- | ------------------------- | ------------------------- | ------------------------- | ------------------------- | ------------------------- |
| متوسط درجة الحرارة الكبرى °م (°ف)                                              | 22.8 (73.0)               | 25.8 (78.4)               | 29.6 (85.3)               | 33.0 (91.4)               | 36.9 (98.4)               | 39.5 (103.1)              | 40.0 (104.0)              | 37.7 (99.9)               | 36.2 (97.2)               | 32.8 (91.0)               | 29.3 (84.7)               | 26.1 (79.0)               | 32.5 (90.5)               |
| متوسط درجة الحرارة الصغرى °م (°ف)                                              | 13.3 (55.9)               | 14.8 (58.6)               | 18.2 (64.8)               | 22.3 (72.1)               | 26.2 (79.2)               | 27.9 (82.2)               | 27.8 (82.0)               | 26.5 (79.7)               | 24.6 (76.3)               | 21.3 (70.3)               | 17.9 (64.2)               | 15.1 (59.2)               | 21.3 (70.4)               |
| الهطول مم (إنش)                                                                | 1.0 (0.04)                | 16.0 (0.63)               | 19.6 (0.77)               | 14.4 (0.57)               | 2.9 (0.11)                | 16.0 (0.63)               | 12.2 (0.48)               | 10.9 (0.43)               | 11.8 (0.46)               | 0.9 (0.04)                | 2.6 (0.10)                | 9.2 (0.36)                | 117.5 (4.62)              |
| المصدر: World Meteorological Organization (temperature and rainfall 1998–2009) |                           |                           |                           |                           |                           |                           |                           |                           |                           |                           |                           |                           |                           |

## التراث والثقافة

### الخيل والهجن
تشتهر ولاية ابراء بالحفاظ على الموروثات العريقة، إذ يقام في الولاية فعالية (ركض العرضة) في المناسبات والأعياد والأعراس، وهو سباق يبدأ بانطلاق ناقتين فقط بمحاذاة بعضهما البعض، تتسابقان لمسافة كيلومتر في كل شوط، ويحاول خلاله كل «ركبي» أن يتفوق على منافسه، ويظهر بعض المهارات التي تميزه عن الركبي الآخر، كالوقوف على ظهر الناقة أو التشابك بالأيادي مع زميله الآخر. كما تشهد الفعالية تزيين أصحاب الهجن لنوقهم المشاركة بعتاد خاص (كالصدار والخرج والجاعد والخزامة الفضية والخطام والخزام الجديدين والزانة الحمراء المزركشة بالنسيج اليدوي). يتخلل ركض العرضة تقديم عدد من الفنون العمانية التراثية المغناة كفن «الهمبل» و«التغرود» و«الونة» وغيرها وإلقاء قصائد شعرية.
تتوزع ميادين ركض العرضة في اليحمدي والثابتي ومركاض الولاية الواقع في منطقة اللماع شمال فريق اللماع الرياضي وخلف مدرسة الألباب التعليم الأساسي، كما تقام سباقات الفروسية في الولاية ويعتبر ميدان «زاد الراكب» الواقع في سيح اليحمدي هو الميدان المعتمد من لجنة الفروسية سابقا لإقامة سباقات الخيل السنوية.

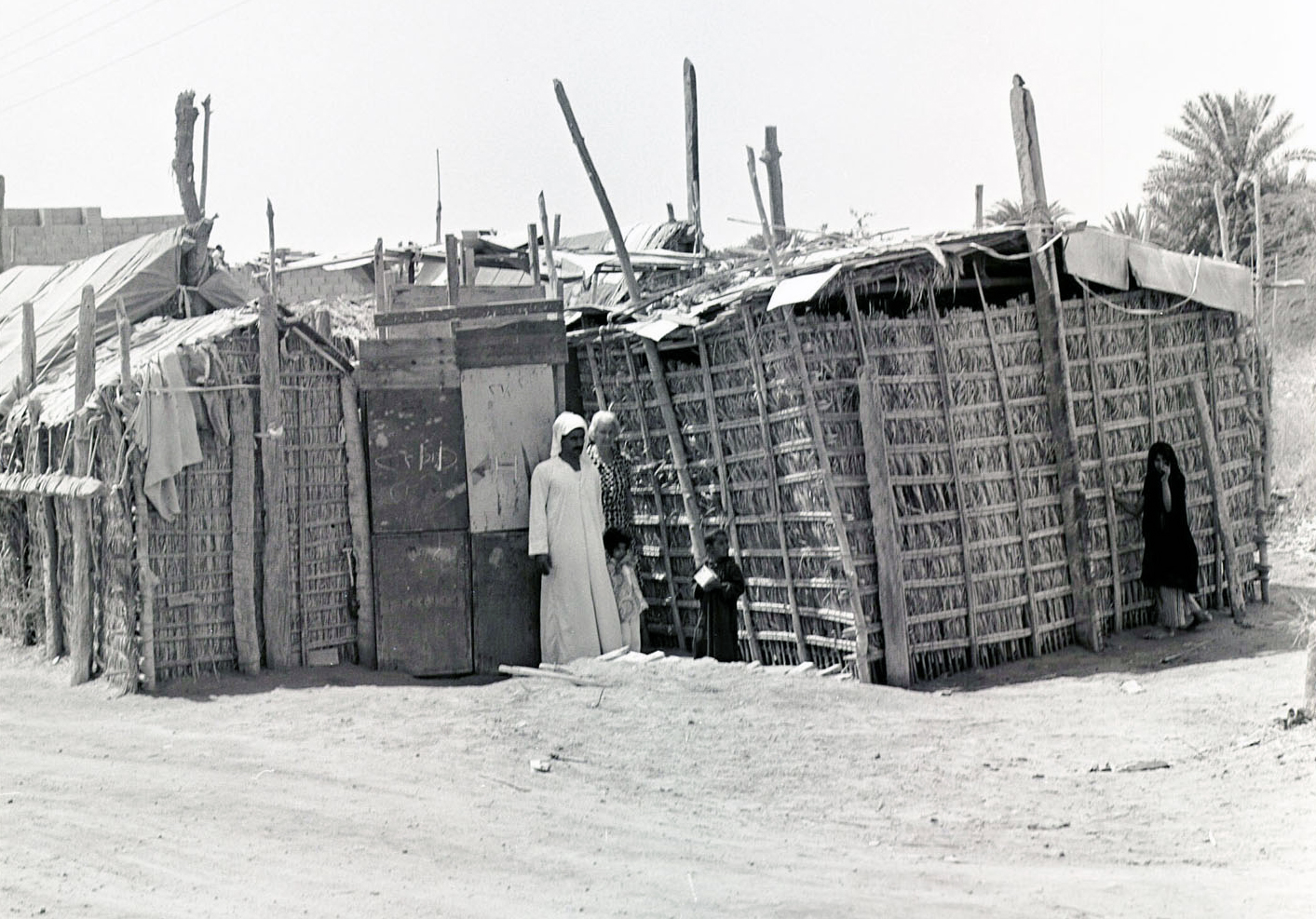
صناعة الدعون (البيوت القديمة المبنية من سعف النخيل).

يعتبر ركض عرضة الهجن العربية الأصيلة من العادات العمانية المتوارثة، ولا يزال يحافظ عليه العمانيون في كثير من ولايات السلطنة، ويستقطب العديد من المواطنين والسياح لمتابعة منافساته.

### الحرف والصناعات التقليدية
تتنوع الحرف والصناعات التقليدية في ولاية إبراء، من أهم هذه الحرف النسيج وخاصة نسيج الملبوسات العمانية التقليدية، والغزل من صوف الأغنام، وصياغة الخناجر والحلى النسائية، وصناعة الدعون من سعف النخيل (أي بناء المنزل من الكاملة لشجرة النخلة)، والحبال والسميم ومظاريف التمور، ودبغ الجلود وصناعة الأحذية. ومن الصناعات تجفيف التمور، البسر وتجفيف الليمون، السعفيات والخوصيات، الجلديات التقليدية. ومن أهم الفنون: الرزحة، القصافية، الهمبل، العازي، التشح شح. وتشتهر الولاية بعدد من المنتجات الزراعية أبرزها: المانجو العماني، الموز، العنب، التمور والخضروات.
كما تشتهر قرية سيح العافية بالعديد من الحرف من ضمنها المشغولات اليدوية التقليدية مثل السفيف والخياطة العمانية أيضا مهنة رعي الأغنام والابقار والزراعة حيث كانت مدرسة سيح العافية منطقة زراعية وبها بئر ماء وكانت المياه تزف منه عن طريق المنجور، إذ يوصل الدلو المصنوع من الجلد بالحبل ومن ثم إلى اكتاف الثيران التتي تقوم بالحركة والدوران، وبسبب خصوبة الأرض تنوعت فيها المحاصيل الزراعية والتي من أهمها أشجار الفيفاي والمانجو وأشجار النخيل والتمور بالإضافة إلى الليمون والخس والجوافة والفلفل الحلو. تتميز القرية بتمور النغال، الهلإلى ، الخنيزي، المبسلي والمدلوكي وغيرها، استخدم سكان قرية سيح العافية بعض أنواع التمور مثل المدلوكي والمبسلي لصناعة الفاغور وهي عملية لطبخ التمور غير مكتملة النضج وتنتج هذه العملية تمور خفيفة ذات مذاق سكري قوي لذيذ. تتم عملية طبخ الفاغور بوضع كميات كبيرة من التمور مع الماء في قدر كبير (حوض واسع ذو فتحة صغيرة يسمح للحرارة بالخروج وتحته موقد النار) ويترك لمدة 4 ساعات.

### الفنون الموسيقية والألعاب التقليدية

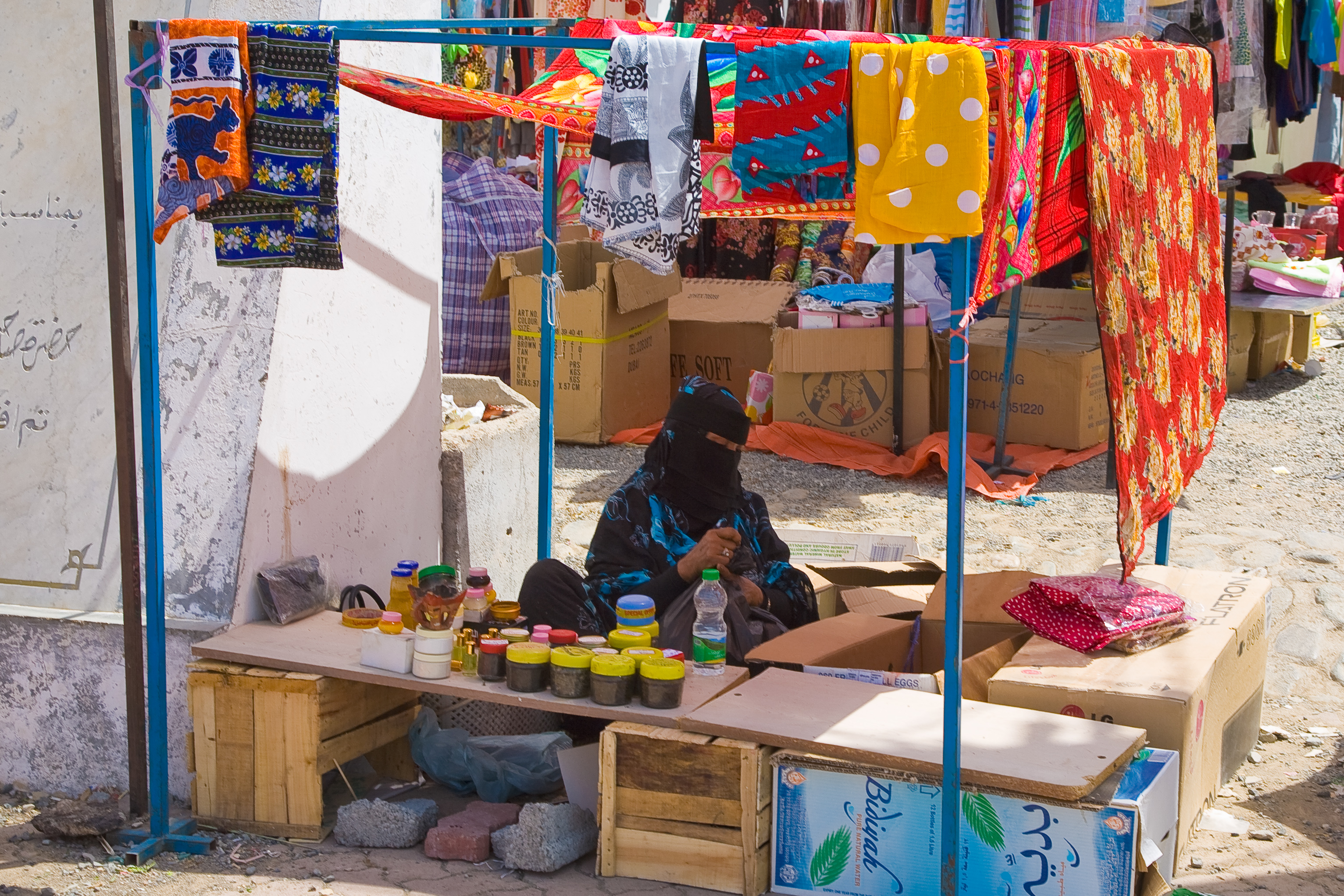
الفنون التارثية القديمة في الولاية.

يمارس سكان الولاية العديد من الفنون الموسيقية كفن الرزحة وهو فن قديم منتشر في جميع محافظات السلطنة ويقدمه الرجال في أغلب الاحتفالات الوطنية والمناسبات مثل مناسبات الزواج وغيرها ويتم عن طريق وقوف الرجال في صفوف متساوية، ثم يتقدم بعضهم للمبارزة بالسيوف والتروس تعبيرًا عن الشجاعة والفخر، وتلقى في هذه المناسبة الاشعار والكلمات مع استخدام الطبل العماني. كما تشتهر الولاية بفنون موسيقية أخرى كفن العازي الذي يتميز بقوة صوت المؤدي حيث يؤدى عن طريق اشعار غير متناغمة أو الغناء في المدح والفخر، بالإضافة إلى فنون المهبل والقصافية والتشح شح والتغرود والطارق والونة والميدان والزار والحادي.
من الألعاب التي لا تزال تمارس هي الحويليس، وهي تقسيم الرمال إلى 9 اقسام (حفر)، ثم يرمي كل لاعب الحصى في مكان الحفر، وهناك أيضا لعبة العنبر وهي عبارة عن فريقين متنافسين ويوضع زجاجه فارغة في المنتصف تملى بالتراب وهي لعبة لاتزال تمارس حتى اليوم. بالإضافة إلى لعبة هورو (وسط) وتتكون من فريقين، يمسك الفريق الأول بالكرة من الطرفين في كلا الجهتين ويمرروها بينهم، أما الفريق الثاني يكون في الوسط بحيث يتجنب اصابته بالكرة، فاللاعب الذي تصيبه الكرة يخسر ويخرج من اللعبة ويكمل باقي فريقة اللعب، وهناك فرصة لإمساك الكرة وتعتبر فرصة جديدة للعب.

### التعليم

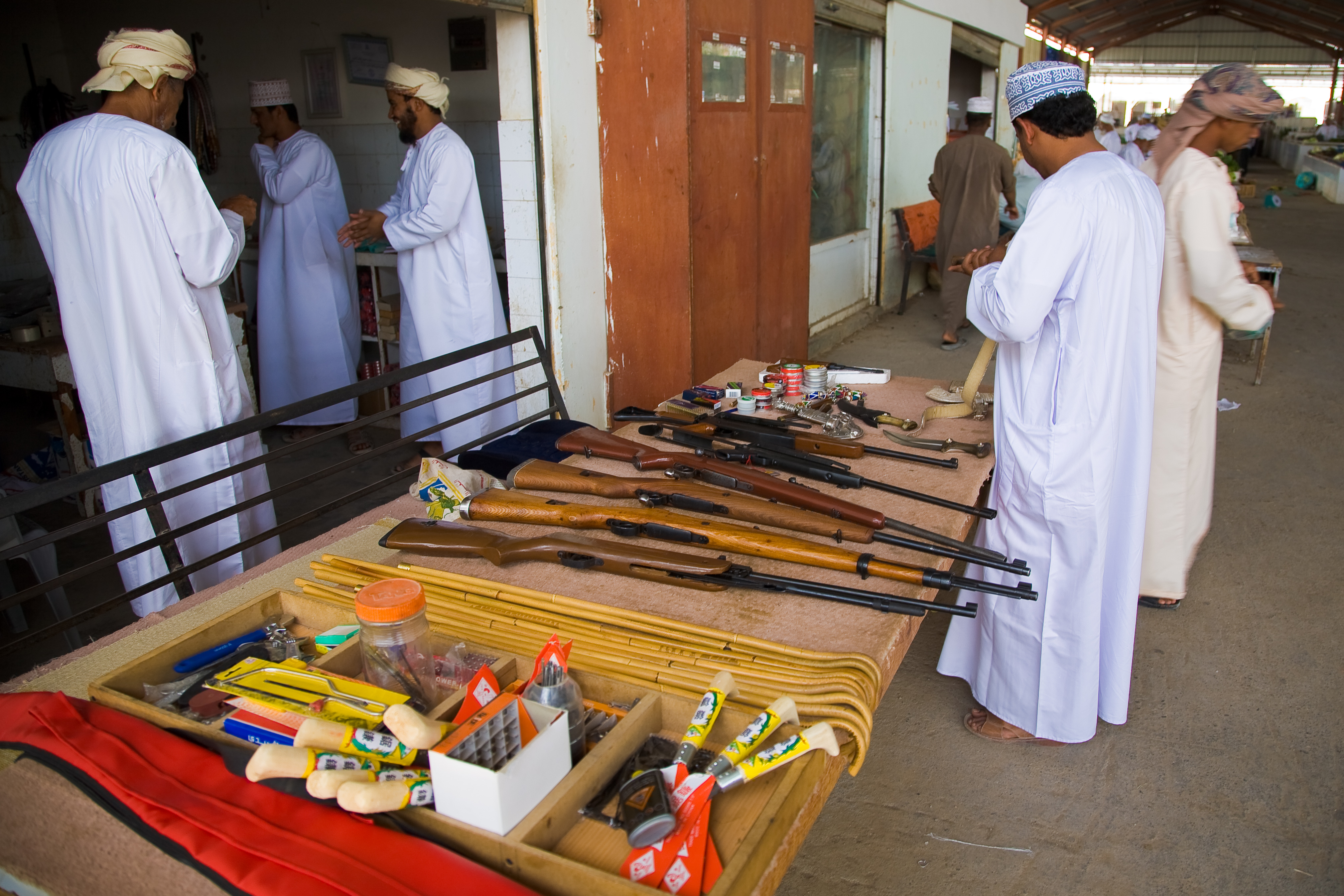
أسلحة تقليدية قديمة من التراث.

اشتهرت الولاية وخصوصا قرية سيح العافية بوجود السبلة القديمة، وهي مكان لتجمع أهل القرية لحضور العزاء وعقد القران، كان للسيد حمود بن ناصر السناوي فضل كبير بتعليم أهل القرية اللغة العربية وعلوم القران الكريم فقد ساهم في محو الأمية عن طريق حلقات علم في المساجد والمدارس المتواجدة وكانت زوجته سعدة بنت سعيد السناوي تعاونه على ذلك فتلقى العديد من سكان القرية التعليم على يدها بعد وفاة حمود. أيضا كانت الجدة موزة بن حميد الحارثية مشهورة في علم الرقية الشرعية. كما يوجد في قرية سيح العافية مدرسة سيح العافية للتعليم الأساسي للبنات من الصف الخامس وحتى التاسع.

## أهم المناطق

### قرية اليحمدي
وهي أكبر قرى ولاية إبراء مساحة وأكثر سكانا، تقع في النصف الشمإلى من الولاية بين قرية الحائمة وقرية علاية إبراء وقرية الثابتي. يحدها من الشمال قرية الحائمة ومن الجنوب الغربي قرية النصيب، ومن الجنوب الشرقي قرية الثابتي، ومن الغرب قرية الجديعية، ومن الشرق فج العقيدة.
يقال أن سبب تسمية القرية بهذا الاسم هو حدوث في سنة من السنوات عما الجدب (الجفاف) في المنطقة، حتى جفت جميع الأفلاج والآبار، ولم يتبقى منها إلا فلج اليحمدي، لذلك لم تتأثر بالجدب، وفي وقت الصيف قدم إليها الكثير من الناس من البلدان المجاورة، والبعيدة حتى بلغ عددهم ألف نسمة تقريبا فرحب بهم أهل القرية، وشاركوهم في غلل الأموال، فبارك الله في ثمار النخيل في تلك السنة، وبعد انتهاء الصيف وذلك بعد نهاية جني الثمار حمد الناس الله على ما منا عليهم من البركة وقالوا هذه قرية محمودة ومن ذلك الوقت أطلق عليها اسم اليحمدي، وهو اسم مشتق من الحمد.[بحاجة لمصدر]

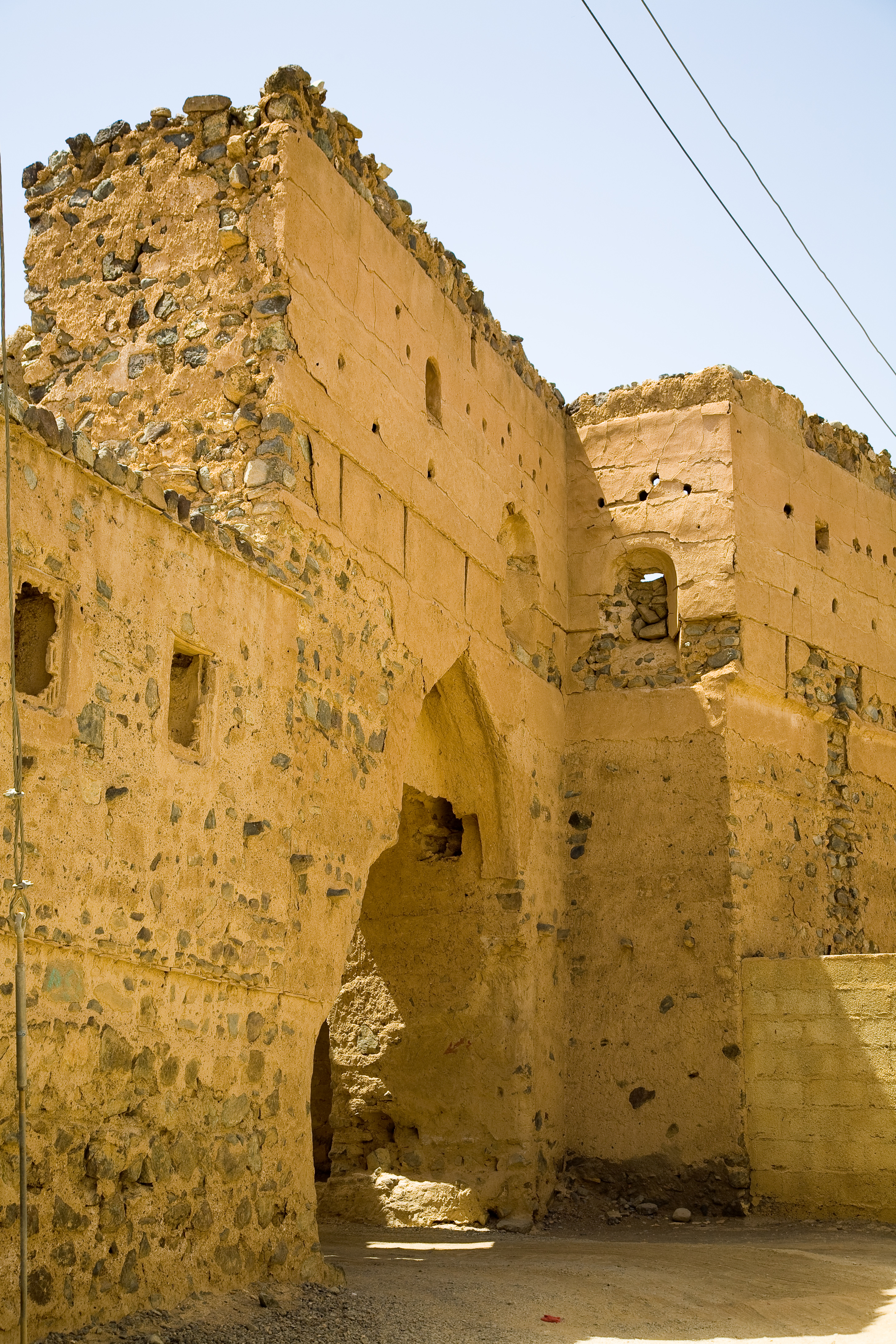
إحدى القلاع الأثرية التاريخية في الولاية.

تتكون طبيعتها الجغرافية من سيوح مستوية تتخللها مجموعة من الأودية والشعاب المتفرقة بين جنباتها، وهي محاطة بسلسلة من الجبال من الشرق، والغرب والشمال وتتميز أرضها بالخصوبة. تشتهر بمساحات زراعية خصبة كانت ولا تزال يستغل جز منها لزراعة شجر النخيل، وبعض الفواكه والخضروات المشهورة والمعروفة في معظم قرى ولايات سلطنة عمان، وكانت هذه الأراضي في الماضي تستغل لزراعة الحنطة المعرفة حاليا بالبر، وزراعة الشعير وقصب السكر.

### قرية اللماع
وهي من القرى القديمة في الولاية وسميت بهذا الاسم كنية بفلجها الذي ياتي من اطراف قرية الثابتي وهو من الإفلاج القديمة.[بحاجة لمصدر] توجد في القرية عدة أماكن قديمة كالحصن والمدخل الشمإلى وبيوت يعود قدمها إلى مئات السنين ولكن مع التقدم العمراني اندثرت وغابت ملامحها. يشتهر أهل القرية بتربية الخيول العربية الأصيلة وتربية المواشي والزراعة. لعبت القرية دورًا كبيرًا في الاحداث في تاريخ عمان في العهود القديمة. يسكن القرية عدد من القبائل مثل الجهضمي والمغيري واليزيدي والإسماعيلي والجلنداني والغنيمي وغيرهم.[بحاجة لمصدر]

### قرية سيح العافية
وهي واحدة من أشهر قرى الولاية وأقدمها وبعض سكانها يلفظونها ب (ساح العافية). تبعد عن مركز المحافظة حوإلى 185 كم، يحدهامن جهة الشمال الشارع العام الذي يؤدي لولاية صور ومن الشرق شارع يؤدي لقرية السباخ وتمتد مساحتها لتصل لشارع العام ومازالت القرية تمتد وتتوسع بسبب الكثافة السكانية والتوسع العمراني. كما يحدها بعض من القرى كقرية المنزفة والسباخ وقناطر.
يرجع تسمية قرية سيح العافية بهذا الاسم على انها العافية بحد ذاتها ، فهي تقع بمنطقة مرتفعة نوعا ما عن باقي القرى مما منحها جو عليل وبارد، وأيضا وجود أشعه الشمس ويقول بعض من سكانها انها سميت ب سيح العافية بسبب ماء البئر العذب فمن شدة عذوبة ماءه سمي ب طوي سكيكرة حيث اتى هذا الاسم من السكر فهو كان دواء لكل داء لذلك حظى باهتمام كبير من قبل سكان القرية وتسمية المنطقة باسمه ، والسيح يعني ان الأرض منبسطة وسهلة. كما عرف عن أهلها بانهم أهل كرم وعافية ف كانو يستقبلون الناس المرضى للعلاج بوجوه رحبه.
بلغ عدد سكان قرية سيح العافية عام 2018 ما يقارب 2100 نسمة.[بحاجة لمصدر] وأول من سكن القرية واسسها هم الحرث من قبيلة السناوي تحديدا، فمنذ عام 1975م سكنها أكثر من 90% من السناويون ويرجع نسب هذه القبيلة  إلى الحارث بن كعب بن اليحمد بن عبد الله بن عثمان بن نصر بن زهران بن كعب بن الحارث بن كعب بن عبد الله بن مالك بن نصر بن الازد، وتنقسم قبيلة الحارثي إلى السناوي والغيثي والعيسري و  البرواني والمحرمي والطوقي والعيسري  وهي قبيلة ازدية قحطانية ، أيضا يوجد للقبيلة فروع في مناطق أخرى من شمال الشرقية واما الآن فيوجد مجموعة من القبائل الأخرى مثل قبيلة البلوشي والحبسي والدويكي والبرواني أيضا قبيلة الصوافي والسويدي. معظم المساكن كانت تنحصر بين المقبرة الحدرية والعلوية ويوجد مجرى وادي يفصل المنطقة السكنية عن المنطقة الزراعية المسماة ب البلاد أيضا يوجد بها مجموعة من الطويان.[بحاجة لمصدر] ويقال انه الفضل يعود إلى قبيلة البراوني والمعمري (أولاد عم) بأنهم هم من بدأوا بتعمير القرية لاسميا بانهم كانوا الأثرياء ويرجع ذلك بسبب الهجرة لشرق افريقيا آنذاك.[بحاجة لمصدر]
أهم المعالم

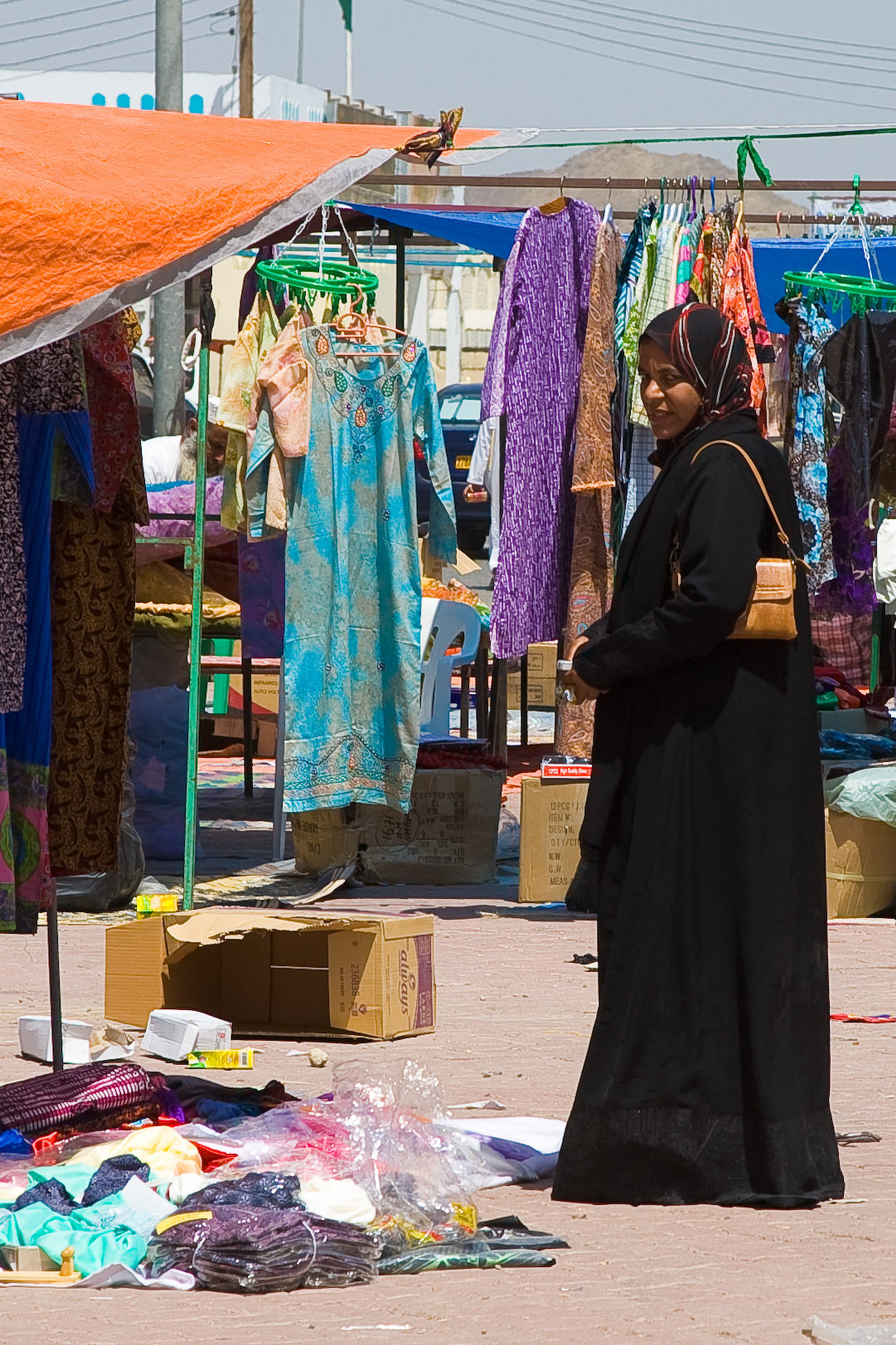
الأزياء التراثية.

- الدروازة العلوية: وهي بوابة القرية وكانت مبنية من الخشب لكنها اندثرت اليوم، مساحة البوابة كبيرة تتسع لمرور سيارة من نوع الصالون، استخدم الأهإلى الحصى والحص لبناء البوابة، وتولت النساء مهمة حراستها بسبب انشغال الرجال آنذلك، حيث كان جميع الاشغال مقسمة على جميع أفراد المجتمع من نساء ورجال كبار أو صغار. يقع على يمين الدروازة منزل يشبه في تصميمه تصميم البوابة ويقال بأنه لورثة لاحد أبناء القبيلة.
- الدروازة الحدرية: وهي واجهة القرية من جهة الغرب وأزيلت بسبب التوسع العمراني والسكاني، كانت تقع عند مسجد المجانين أو المسجد الحدري وتعتبر هذه الدروازة الفاصل بين المزارع والمنطقة السكانية. هدمت في أواخر السبعينات وبداية الثمانينات.
- سدرة عمر: وهي مكان لتجمع أهل القرية لأداء صلاة العيد أو واجب العزاء حيث كان الناس يستظلون بظلها قبل وبعد الصلوات، ليس لها وجود اليوم إذ أزيلت بعد جفاف فلج المجانين.
- فلج المجانين: وهو الفلج الوحيد في قرية سيح العافية، يجف هذا الفلج مرات عديدة ويعود إلى الجريان بسبب الأمطار والأودية، يغذي المناطق الزراعية في قرية سيح العافية ويرجع تسمية هذا الفلج بسبب صعوبة شقة نتيجة مروره بصخور صلبة جدا فكان المارة من السكان يقولون عن أهإلى القرية عند شقهم لهذا الفلج بأنهم مجانيين.[بحاجة لمصدر]
- بيت نصير: من أهم معالم البيوت الاثرية في القرية، يمكله نصير بن سعيد بن نصير بن أحمد بن سعيد السناوي، يتكون من طابقين وصنع من الحص والحصى ويتميز بشكلة المصمم على شكل قلعة لحماية القرية من جهة الشمال، كما يوجد تحت البيت مجرى فلج المجانين والمكان المسمى بالشريعة للاغتسال وتم ترميمه سنة 2018.
  - (بيت المسطاح): الذي بناه الشيخ نصير بن سعيد السناوي في القرن 11 الهجري و رممه من بعده ولده عامر بن نصير ، و هوه حصن دفاعي سكني و فيه برج حربي و جنبه مسجد نصير المعروف بمسجد المعلم حمود رحمه الله .
- بيت محمد: وهو بيت تجمع عائلة رشود المشهورة بأنها عائلة كثيرة العدد.
- بيت البراونة: بناه سعيد بن احمد قبل عام 1301هجري ثم هدمه أحد أحفاده.

## شيوخ الولاية
- علاية إبراء المساكرة (أولاد ربيعة) فيهم 4 شيوخ معتمدين بوزارة الداخلية وهم: محمد بن عبد الله بن محمد بن حميد المسكري، وناصر بن محمد بن سالم بن راشد المسكري، وعبد الله بن هاشل بن راشد بن هاشل المسكري، وعبد الله بن زهران بن زاهر بن عامر المسكري.[بحاجة لمصدر]
- الجهاضم وشيخهم هو خليفة بن عزيز الجهضمي.[بحاجة لمصدر]
- المغيريون وشيخهم هو يحيى بن خليفه بن علي بن جمعه المغيري.[بحاجة لمصدر]
- المصالحة وشيخهم هو هاشل بن محمد بن عبد الله بن هاشل المصلحي.[بحاجة لمصدر]
- الشيابنة ورشيدهم هو صالح بن قيس بن زاهر الشيباني.[بحاجة لمصدر]
- آلبوسعيدي وشيخهم هو سليمان بن علي بن صالح بن خميس البوسعيدي.[بحاجة لمصدر]
- الفلاحات ورشيدهم هو صالح بن علي بن أحمد الفلاحي.[بحاجة لمصدر]
- آل يزيد ورشيدهم هو ربيعة بن سلطان بن ربيعة بن حديد اليزيدي في بلدة اللماع.[بحاجة لمصدر]
- الثابتي وشيخهم عبد الله بن صالح اليزيدي وخليفة بن حمود الريامي.[بحاجة لمصدر]
- الحزم وشيخها هو خليفة بن عامر بن سالم بن عديم المغيري.[بحاجة لمصدر]
- النصيب وشيوخها هم خليفة بن يحيى بن زيد بن حميد الإسماعيلي والشيخ سالم بن علي بن سالم المسكري والشيخ سعيد بن سالم بن جمعة المسكري.[بحاجة لمصدر]
- اليحمدي وشيوخها هم عبد الله بن راشد بن مسعود المسكري وأحمد بن فتح المسكري ومحسن بن حمد بن محسن المسكري. أنوار بنت عبد الله المسكري.[بحاجة لمصدر]
- قفيفة والحايمة والقاع ونسف والحمإلى والرويكة والرديدات وشيخها: سالم بن صالح بن حمود بن ناصر بن عدي المنجي.[بحاجة لمصدر]
- قبيلة الحرث شيوخهم في القابل وهم شيوخ تميمة الحرث.[بحاجة لمصدر]

## كتب ومؤلفات
- كتاب: المنزفة بيوتها الأثرية وتراجم أعلامها” ليعقوب بن سعيد بن يحيى البرواني (2017)